# 8379 Стражинськи
8379 Стражинськи (8379 Straczynski) — астероїд головного поясу, відкритий 27 вересня 1992 року.
Тіссеранів параметр щодо Юпітера — 3,348.
Названо на честь Джозефа Майкла Стражинськи (нар. 1954) - відомого американського автора науково-фантастичних романів та сценаріїв